# MAS 카고의 운항 노선
2020년 5월을 기준으로, MAS 카고는 다음의 노선을 운항 중이다.

## 운항 노선

### 아시아

#### 동아시아
- 중화인민공화국
  - 상하이 - 상하이 푸둥 국제공항
  - 충칭 - 충칭 장베이 국제공항
- 마카오
  - 마카오 - 마카오 국제공항
- 홍콩
  - 홍콩 - 홍콩 첵랍콕 국제공항
- 중화민국
  - 타이베이 - 타이완 타오위안 국제공항

#### 동남아시아
- 말레이시아
  - 쿠알라룸푸르 - 쿠알라룸푸르 국제공항 허브
  - 코타키나발루 - 코타키나발루 국제공항
  - 쿠칭 - 쿠칭 국제공항
  - 페낭 - 페낭 국제공항
  - 라부안 - 라부안 공항
- 베트남
  - 하노이 - 노이바이 국제공항
  - 호치민 시 - 떤선녓 국제공항
- 태국
  - 방콕 - 수완나품 국제공항
- 필리핀
  - 마닐라 - 니노이 아키노 국제공항

#### 남아시아
- 인도
  - 델리 - 인디라 간디 국제공항
  - 뭄바이 - 차트라파티 시바지 국제공항
  - 벵갈로르 - 벵갈루루 국제공항
  - 첸나이 - 첸나이 국제공항

### 유럽

#### 서유럽
- 네덜란드
  - 암스테르담 - 암스테르담 스키폴 국제공항

### 오세아니아
- 오스트레일리아
  - 시드니 - 시드니 킹스포드 스미스 국제공항

## 단항 노선

### 아시아

#### 동아시아
- 중화인민공화국
  - 광저우 - 광저우 바이윈 국제공항
- 일본
  - 도쿄 - 나리타 국제공항[2]

#### 동남아시아
- 인도네시아
  - 자카르타 - 수카르노 하타 국제공항
- 파푸아뉴기니
  - 포트모르스비 - 잭슨 국제공항 전세편[3]
- 필리핀
  - 민다나오 - 제너럴 산토스 국제공항 전세편[4]

#### 서남아시아
- 아랍에미리트
  - 두바이 - 두바이 국제공항

#### 중앙아시아
- 아제르바이잔
  - 바쿠 - 헤이다르 알리예프 국제공항

### 유럽

#### 서유럽
- 독일
  - 프랑크푸르트 - 프랑크푸르트 국제공항